# پزشکی در جهان اسلام

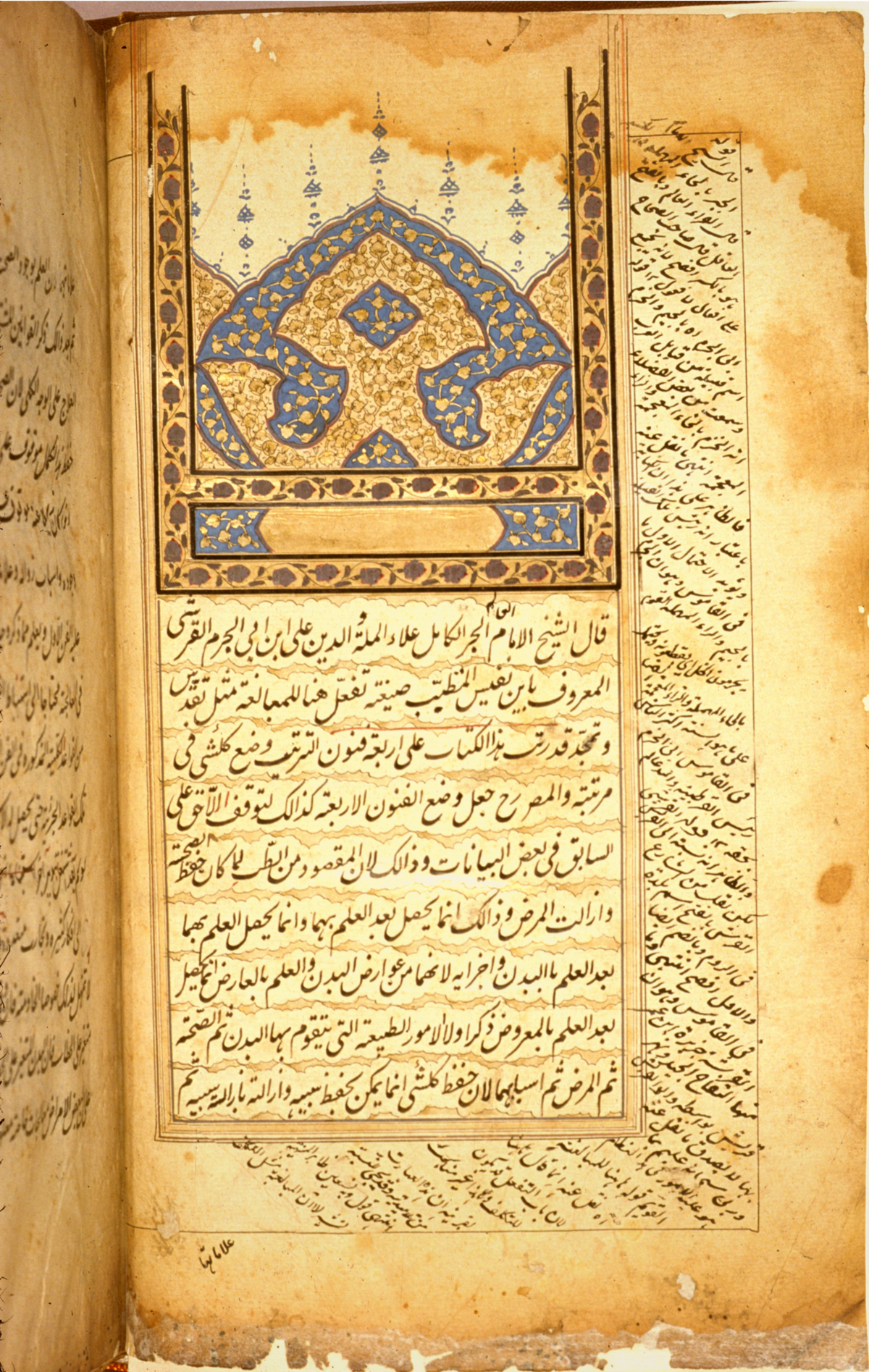
نخستین صفحه کتاب ابن نفیس در طب اسلامی

طب یا پزشکی یکی از جنبه‌های علم در دوران طلایی اسلام از قرن هشتم تا قرن ۱۳ میلادی بوده‌است. منظور از طب اسلامی در تاریخ پزشکی، دانش پزشکی توسعه یافته در دوران طلایی اسلام می‌باشد، که عمدتاً به زبان عربی، که زبان واسطه تمدن اسلامی بوده‌است، ضبط شده‌است. طب اسلامی، دانش پزشکی موجود در دوران باستان کلاسیک، از جمله سنت‌های اصلی بقراط، جالینوس و دیوسکوریدس را حفظ، نظام مند و توسعه داد.
در دوران پسا-کلاسیک، پزشکی اسلامی پیشرفته‌ترین پزشکی موجود در دنیا بوده‌است، که مفاهیم مختلف را از یونان باستان، روم، پزشکی ایرانی و همچنین سنت‌های هند باستان یعنی آیورودا با همدیگر تلفیق کرد و سپس نوآوری‌ها و پیشرفت‌های فراوانی در آن ایجاد نمود. بعد از آشنایی پزشکان اروپایی با نویسندگان پزشکی اسلامی در دوره رنسانس قرن دوازدهم میلادی، پزشکی اسلامی به همراه دانش پزشکی کلاسیک بعداً در پزشکی قرون وسطایی اروپای غربی پذیرفته شد.

## زمینه تاریخی

### زمینه تجربی
در زمان ساسانیان، ضمن ترویج آداب طبی زرتشتی، تأسیس دانشگاه طبی و بیمارستانِ جندی شاپور نقش زیادی در انتقال و گسترش طب بقراطی (یونانی) و امتزاج آن با طب ایران و هندِ باستان را در ایران ایفا کرد. این دانشگاه بعد از اسلام نیز محل پرورش برخی از پزشکان بزرگ دوران اسلامی شد.
پژوهش‌های Lee Hee-soo حاکی از وجود ارتباطات اقتصادی فرهنگی بین ایران و دودمان شیلا در کره بوده‌است. در یکی از این موارد وی به درمان آبله یکی از درباریان توسط پزشکان ایرانی مسلمان در سال ۲۵۸ هجری شمسی اشاره می‌کند.

### زمینه دینی و طب النبی
از نظر برخی، از علل توجه مسلمانان به دانش طب، توجه پیشوایان دین اسلام به این دانش ارزشمند است. در حدیثی از محمد پیامبر اسلام دانش طب همسنگ با علم دینی و در کنار آن مورد توصیه قرار گرفته‌است.
اسلام، دربارهٔ اصول کلی پزشکی و بهداشت دستورهایی به پیروانش داده که می‌توان از این دستورها به عنوان یکی از پایه‌های علم پزشکی اسلامی یاد کرد. احادیثی از پیغمبر اسلام دربارهٔ سلامت، بیماری‌هایی چون جذام، پهلودرد، ورم چشم (یوئیت)، بهداشت و مسایل دیگر مربوط به پزشکی نقل شده‌است. مجموعه گفته‌های پیغمبر اسلام دربارهٔ طب را بعدها نویسندگان اسلامی تدوین کردند و بر آن شرح‌ها نوشتند و این مجموعه‌ها به نام طب النبی معروف شد. در آغاز جلد چهارم احادیث صحیح بخاری، دو کتاب آمده‌است که در ۸۰ باب آن احادیث مربوط به بیماری‌ها و درمان‌ها نقل‌شده‌اند. در بین مسلمانان شیعه، امام ششم شیعیان؛ جعفر صادق برای سخنان طبی مشهور است که همه رنگ دینی و مذهبی دارند.

## پژوهشکده‌ها، بیمارستان‌ها و کتاب‌ها

### مکتب جندی‌شاپور
حلقه ارتباط میان پزشکی اسلامی و مکاتب دیگر را باید در مدرسه جندی شاپور جستجو کرد. جندی‌شاپور، که جایگاه آن نزدیک شهر دزفول کنونی در ایران بوده، در زمان شاهنشاهی ساسانی مرکز کسب دانش شد. در این دانشگاه، پزشکان نسطوری به آموختن پزشکی یونانی می‌پرداختند. آنان، اندیشه‌های زردشتی و پزشکی محلی ایرانی تأثیر فراوانی بر درس‌های این دانشگاه داشت. همچنین با بازگشت برزویه پزشک از هندوستان (که پیشنهاد آن را بزرگمهر به انوشیروان داده بود) به غیر از کتاب کلیله و دمنه، بسیاری از اطلاعات پزشکی هندی و چند تن از پزشکان زبردست آن سرزمین نیز به همراه او به ایران آمدند. برزویه پزشک همچنین کتابی به نام دانش هندیان نوشت که توسط مسلمانان به زبان عربی برگردان شد. در سال ۴۶۲ هجری قمری، ۱۰۷۰ میلادی توسط شمعون انطاکی از عربی به یونانی ترجمه شد. مدرسه جندی‌شاپور بدین ترتیب محل دیدار و به هم پیوستن دانش‌های پزشکی یونانی، ایرانی و هندی با یکدیگر بود. در آغاز اسلام، مدرسه جندی‌شاپور به اوج شهرت رسید و تا دوره عباسیان که پزشکانی را از آنجا به بغداد بردند ادامه یافت. در این دوران، بیمارستان جندی شاپور به‌طور رسمی دارای یک مدرسهٔ پزشکی بود. جندی شاپور همچنین نخستین بیمارستانِ دارای داروخانه و بخش داروسازی در جهانِ اسلام بوده‌است.

### مدرسه اسکندریه
در آغاز دوره اسلامی، سنت پزشکی یونانی در اسکندریه ادامه داشت که زمانی بزرگ‌ترین مرکز علم یونانی و مصری بود. پس از فتح مصر به دست مسلمانان هنوز این سنت پزشکی زنده بوده‌است. در منابع اسلامی، از یوحنای نحوی، اسقف یعقوبی اسکندریه، نام برده‌شده‌است که مورد احترام تمام عمرو عاص فاتح مصر بوده‌است.

### ترجمه‌های طبی
در دوران ترجمه، متون پزشکی از پهلوی، یونانی و سانسکریت به عربی ترجمه شدند. حنین بن اسحاق، بیشتر متون پزشکی و از جمله صد رساله از جالینوس را به زبان فارسی ترجمه کرد.

### بیمارستان‌ها
بیمارستان در ایران و جهان اسلام، نخست در جندی شاپور و سپس در تمام دنیای اسلام به نهادی برای پذیرش بیماران و آموزش و گسترش علمِ پزشکی تبدیل شد. این نهاد نقش مهمی در گسترشِ علمِ پزشکی در این دوران ایفا کرد. زیرا بیمارستان‌ها دارای کتابخانه و داروخانه بودند و بسیاری از آنها به مراکز آموزش علمِ پزشکی تبدیل شده بودند. ابن جبیر و ابن بطوطه می‌گویند که در نیمه غربی جهان اسلام، نزدیک به ۳۴ بیمارستان قابل ذکر وجود داشته‌است. برخی از این بیمارستان‌ها به دلیل مشکلات سیاسی و نابودی شهرها، تنها در دورهٔ کوتاهی فعالیت کردند. اکثر بیمارستان‌ها از قرن سیزدهم میلادی رو به زوال نهادند. از قرن شانزدهم نیز فعالیت‌های پزشکیِ علمی در مصر و سوریه، و در قرن هجدهم در ایران رو به زوال نهاد.

## طب اسلامی در ایران
پس از اسلام، دانشگاه طبی و بیمارستانِ جندی شاپور نقش زیادی در انتقال و گسترش طب در دوران اسلام ایفا کرد و محل پرورش برخی از پزشکان بزرگ دوران اسلامی شد.

### دوران صفویه
در دوران صفویه، پیدایش امراض از جمله طاعون و وبا بر اساس مبانی معرفتی طب اسلامی، در ارتباط با ارتکاب انواع گناهان قابل ارزیابی بوده‌است. در فضای فکری-دینی مسلط در این دوران، شیوع انواع بیماری‌ها به خدا نسبت داده می‌شد که نتیجهٔ انجام گناه از سوی افراد بود و برای رفع آن می‌بایست حتماً توبه نمود. از این رو به استفاده از داروهای ساده، خواندن دعاهای خاص، توسل به مقابر و بقعه‌ها، قربانی، تصدق و… تمسک می‌شد. در این دوران، دعاها، روایات و احادیثی از بزرگان دینی برای رفع و مقابله با بیماری‌هایی همچون طاعون نقل می‌گردید.

### نظام بهداشت و درمان ایرانِ جدید
در دوران فتح علی شاه، عباس میرزا نایب السلطنه، افرادی از جمله حاجی بابا افشار را برای آموزش پزشکی جدید به غرب فرستاد. از سویی دیگر، پزشکان غربی نیز به ایران مسافرت می‌داشتند. این دو عامل باعث آشنایی اندکِ ایرانیان با پزشکیِ جدید شد. سپس از اوایل سلطنت ناصرالدین شاه تا انقلاب مشروطه، طبِ جدید جای خودش را در ایران تثبیت کرد. در این دوران، رفته رفته ایرانیان با علتِ اصلی بیماری‌های مهلکی همچون وبا و طاعون آشنا شدند. با تأسیس مدرسه طبِ دارالفنون و تصویب قوانین عمومی طبی در دوره دوم مجلس شورای ملی، شیوه علمی معالجه بیماران و تأسیس بیمارستان‌ها، طبِ نوین با تمامی ابعاد وارد ایران گشت.
طب سنتی و طب‌های مکمل تا پیش از انقلاب ۱۳۵۷ ایران در نظام بهداشت و درمان ایران جایگاهی نداشتند. پس از انقلاب، نخستین بار در سال ۱۳۶۵ مؤسسه تحقیقات حجامت کار خود را آغاز کرد و سپس با برگزاری دوره‌های آموزشی و تربیت حجام کار خود را گسترش داد. پس از لغو ممنوعیت حجامت در سال ۱۳۸۳، مراکز حجامت بسیاری در ایران تأسیس شدند. طب اخلاطی (طب سنتی ایرانی) نیز از اواخر دهه هفتاد و اوایل دهه هشتاد خورشیدی مورد توجه قرار گرفت. در نهایت، این طب در سال ۱۳۸۷ رسماً به عنوان یک رشته دانشگاهی ثبت و وارد نظام آموزش پزشکی ایران شد. هم‌اکنون چند دانشگاه علوم پزشکی در ایران در این زمینه پژوهش کرده و متخصصانی را تربیت می‌کنند. افراد برای ورود به این دوره‌ها باید حداقل مدرک دکترای حرفه‌ای داشته باشند. با اینکه این دانشگاه‌ها رسماً عنوان طب سنتی و طب مکمل دارند اما خود را معمولاً با عنوان طب سنتی ایرانی و اسلامی توصیف می‌کنند. وزارت بهداشت ایران اعلام کرده است موضوعی به نام طب اسلامی نداریم و بر پایه قانون اساسی ایران «طبابت افراد غیرپزشک خلاف قانون است» و «بر اساس مبانی فقهی، خلاف شرع هم خواهد بود.»
حکیم حسین خیراندیش، رئیس مرکز تحقیقات حجامت ایران در گفتگویی به دستوری توسط سید علی خامنه ای در سال ۲۰۱۴ اشاره کرد که در آن از ضرورت لحاظ طب سنتی در نظام درمانی کشور صحبت می‌کند.

### در سیاست
در دوران ریاست جمهوری محمود احمدی‌نژاد توجه به طب سنتی و گیاهی و طب مکمل افزایش پیدا کرد. به‌طوری‌که معاونت طب سنتی در وزارت بهداشت شکل گرفت. از سوی دیگر به دلیل تحریم‌ها علیه ایران و کمبود و گرانی دارو گرایش به طب سنتی بیشتر شد. پس از انتخاب حسن روحانی، معاونت طب سنتی در وزارت بهداشت منحل و به اداره کل تبدیل شد. همچنین شورای‌عالی طب سنتی و مؤسسه تحقیقات حجامت نیز منحل شدند. اما نخستین بخش بستری طب ایرانی در استان یزد به بهره‌برداری رسید.

### اظهارنظرها
محمد تقی مصباح یزدی در همایش طب النبی که در سال ۱۳۸۵ برگزار شد دربارهٔ طب اسلامی گفت که «در دوره انقلاب اسلامی و با تشکیل نظام اسلامی جا دارد که از اسلام به عنوان بالاترین میراثی که از پیامبر اکرم به انسان‌ها رسیده‌است بهره‌های بیشتری ببریم. از دیرباز مباحثی با عنوان طب نبوی از سوی علمای شیعه و سنی نوشته شده و تحقیقاتی نیز در این زمینه صورت گرفته که از آن جمله می‌توان به طب الرضا همه اشاره کرد که امام رضا (ع) برای خلیفه وقت تنظیم فرموده‌اند.»
شیخ صدوق:بعضی از این روایاتی که مرتبط با طب هست بعضی از اینها اقلیمیه! یعنی در یک اقلیم خوب است و در اقلیم دیگر خوب نیست! و بعضی از روایات هم از اساس جعلی است.
سید عبدالله فاطمی نیا: طب اسلامی نداریم طب الرضا دروغ است.
علی خامنه‌ای: «یکی از دغدغه‌های من احیای طب اسلامی در کشور است.»
ناصر مکارم شیرازی از مراجع تقلید شیعه در فروردین ۱۳۹۷ ضمن دیدار با حسن قاضی زاده هاشمی وزیر بهداشت وقت طی اظهارنظری بیان داشت که «در احادیث اهل بیت چیزی به نام طب اسلامی وجود ندارد.» او همچنین اظهار داشته‌است: «در قرآن و روایات دستوراتی وجود دارد اما طب اسلامی گفته نمی‌شود، این طبی که امروز وجود دارد طب سنتی نام دارد.»
حسین نوری همدانی از دیگر مراجع تقلید شیعه در ۱۶ فروردین ۱۳۹۷ در دیدار قاضی زاده هاشمی وزیر بهداشت با اشاره به برخی از دستورهای اسلام در زمینهٔ طب اسلامی گفت که «پیامبر اسلام و ائمه دربارهٔ طب اسلامی دستورها فراوانی دارند و روایات و دستورها فراوانی در این زمینه در منابع اسلامی وارد شده است که نمی‌شود آن‌ها را نادیده گرفت.» وی همچنین ادعای عدم وجود طب اسلامی را گفتاری اشتباه و خطا دانست و بیان داشت که: «طب اسلامی به معنای این است که مردم چه بکنند و بیشتر عمل است تا دوا». به اعتقاد ایشان برخی افراد از عبارت «طب اسلامی» سوء استفاده می‌کنند و آن را دکانی برای سوء استفاده قرار داده‌اند.
عباس تبریزیان  بر این نظر است که بسیاری از مردم پس از بیماری شروع به مصرف داروهای شیمیایی کرده و هیچ توجهی به آیات و روایات گفته‌شده دربارهٔ درمان بیماری ندارند. او این مسئله را «پروژه نفوذ» «رژیم صهیونیستی» و «آمریکا» و «استکبار جهانی» برای نابودی انقلاب می‌داند. به همین دلیل او در بهمن ماه ۱۳۹۸ به همراه طرفداران خود در اقدامی نمادین کتاب هاریسون را به آتش کشید.
علی اکبر رشاد:کسانی که با ادعای طب اسلامی فتوای طبی صادر کنند که خلاف شرع، عقل و علم است مجرم بوده و حکومت باید با آنان برخورد کند.
رسول جعفریان:او با طرح موضوعاتی مانند طب اسلامی و طب سنتی، سخت می ستیزد و مواضعی سختگیرانه دارد. منتقد سرسخت خرافه گویی های افراد مجهولی چون تبریزیان های حوزه علمیه است و او را آتش بیار معرکه جهل می شناسد. به حامیان او و رویکردهای صدا وسیما که پنهان و آشکار، روش های خرافی و ضد علم را ترویج می کنند، اعتراض دارد. او معتقد است: « همه طب سنتی، اندازه یک آزمایش پاستور ارزش ندارد و حوزه علمیه صلاحیت ورود به مسائل پزشکی را ندارد.